# Palliduphantes minimus
Palliduphantes minimus är en spindelart som först beskrevs av Christa L. Deeleman-Reinhold 1985.  Palliduphantes minimus ingår i släktet Palliduphantes och familjen täckvävarspindlar.
Artens utbredningsområde är Cypern. Inga underarter finns listade i Catalogue of Life.